# Калинин, Яков Кириллович
Я́ков Кири́ллович Кали́нин (23 октября 1918, Пушкарёво, Слободо-Туринская волость, Туринский уезд, Тобольская губерния, РСФСР — 30 января 1981, Йошкар-Ола, Марийская АССР, РСФСР, СССР) — советский архитектор, член Союза архитекторов СССР. Главный инженер, директор проектного института «Марийскгражданпроект» (1966—1981). Заслуженный строитель Марийской АССР (1967). Специалист, определивший архитектурный облик столицы Марий Эл — Йошкар-Олы во второй половине XX века. Участник Великой Отечественной войны.

## Биография
Родился 23 октября 1918 года в с Пушкарёво ныне Слободо-Туринского района Свердловской области.
В 1939 году окончил Свердловский архитектурный техникум.
В сентябре 1940 года призван в РККА из Йошкар-Олы. Участник Великой Отечественной войны: матрос 47 отдельного артиллерийского дивизиона Артёмовского сектора береговой охраны Тихоокеанского флота, краснофлотец. В марте 1947 года демобилизовался из армии.
С 1948 года — архитектор в Республиканской проектной конторе при Совете Министров Марийской АССР. С 1964 года в институте «Марийскгражданпроект»: автор-архитектор, с 1966 года — главный инженер, в 1968—1981 годах — директор. Член Союза архитекторов СССР (1951).
Известен как разработчик генеральных планов Йошкар-Олы, Волжска, пп. Сернур, Медведево, Советский, Хлебниково Мари-Турекского района Марийской АССР. По его проектам в Йошкар-Оле построены центральная площадь В. И. Ленина с комплексом окружающих её зданий, бульвары Чавайна и Свердлова, микрорайон Сомбатхей, микрорайон № 9, стадион «Дружба» и др..
В 1967 году ему присвоено почётное звание «Заслуженный строитель Марийской АССР». Дважды награждён Почётными грамотами Президиума Верховного Совета Марийской АССР.
Скончался 30 января 1981 года в Йошкар-Оле.

## Звания и награды
- Заслуженный строитель Марийской АССР (1967)[1][6]
- Медаль «В ознаменование 100-летия со дня рождения Владимира Ильича Ленина»[6]
- Почётная грамота Президиума Верховного Совета Марийской АССР (1968, 1978)[1][6].